# Arjan van Hees
Arjan van Hees (Apeldoorn, 19 mei 1981) is een Nederlands predikant en organist.

## Biografie

### Studies
Van Hees leerde op jonge leeftijd van zijn vader orgelspelen. Vervolgens kreeg hij les van Peter Eilander daarna van Herman van Vliet die hem heeft voorbereid op het conservatorium. Hij doorliep het vbo aan het Fruytier Scholengemeenschap in Apeldoorn en het mbo aan het Hoornbeeck College in Rotterdam waar hij een opleiding tot administratief medewerker volgde. Hierna ging hij naar het Conservatorium van Rotterdam waar hij orgel studeerde. Zijn leraren waren Jan Raas, Ben van Oosten en Harm Jansen. Daarnaast studeerde hij kerkmuziek, koordirectie en zang bij Arie Eikelboom, Lodewijk Meeuwsen en José Lieshout. Hij studeerde in 2014 af als Bachelor of Music aan de ArtEZ Hogeschool voor de Kunsten. Zijn studie voor theologie deed hij aan de Vrije Universiteit in Amsterdam en de Protestantse Theologische Universiteit.

### Loopbaan
Van Hees begon in 1996 zijn loopbaan als verkoper bij Van Hees Versmarkt in Twello. Als organist is hij verbonden aan de Barnabaskerk, de Eben-Haëzerkerk en de kapel van zorginstelling 's Heeren Loo in Apeldoorn. Daarnaast leidt hij als dirigent de koren "COV Deo Cantemus", "ProCanti" en het "Gelders Vocaal Ensemble". In 2010 bracht hij een cd uit getiteld Grande Offertoire dat werd gespeeld op het orgel van de Oude Kerk in Delft. Hij won daarnaast meerdere keren het Schuurmanconcours. Als predikant en geestelijk verzorger is hij verbonden aan Atlant Wonen, Zorg & Welzijn in Apeldoorn voor ouderen met dementie.

## Discografie
- (2010) Grande Offertoire